# Союз украинских фашистов
Союз украинских фашистов (СУФ) — Ультраправая организация, созданная в Чехословакии украинскими эмигрантами в начале 1920-х годов. Руководители: Пётр Кожевников и Леонид Костарив.  
12 ноября 1925 года СУФ стал соучредителем Лиги украинских националистов (ЛУН), которая послужила базой для последующего формирования Организации украинских националистов (ОУН). В январе 1929 года П. Кожевников участвовал в Учредительном конгрессе Организации украинских националистов, на котором были выработаны идеологические, программные и уставные основы ОУН. Был избран членом Провода ОУН, встречался с Муссолини. 
Кожевников в ноябре 1929 года и Костарив в начале 1933 года были исключены из рядов ПУН и ОУН по подозрению в сотрудничестве с чужими разведками, впоследствии выяснилось, что Кожевников работал на немецкую разведку, а Костарив - на русских (кроме того, последний был обвинен в несоответствии «моральным приметам» члена ОУН и в интриги против других членов ОУН). На Кожевникова было организовано покушение боевиками ОУН(б) во время борьбы с ОУН(м), но он выжил после покушения. В 1945 арестован НКВД, освобожден в 1955. Работал учителем в Караганде, в 1971 эмигрировал в ФРГ, умер 24.2.1980.